# 1499

## Události
- 18. ledna na mnoha místech v Čechách bylo velké blýskání a hřmění a do konce měsíce mnoho pršelo. Tohoto roku se urodilo nebývalé množství ovoce a vína bylo tolik, že ho vinaři neměli kam líti, a to nejen v Čechách, ale i v zemích okolních.
- Židé vypovězeni z Karlových Varů
- Na evropském stole se poprvé objevuje krůta. Španělský mořeplavec Pedro Alonso Niño přistál ve Venezuele a nakoupil tam plnou loď krůt po čtyřech skleněných korálcích za kus.

### Probíhající události
- 1499–1504 – Druhá italská válka

## Narození
- 29. ledna – Katharina Lutherová, německá řeholnice, manželka Martina Luthera († 20. prosince 1552)
- 31. března – Pius IV., papež († 1565)
- 3. září nebo 31. prosince – Diana de Poitiers, milenka Jindřicha z Valois († 26. dubna 1566)
- 13. října – Klaudie Francouzská, francouzská královna jako manželka Františka I. († 20. července 1524)
- 1. listopadu – Rodrigo Aragonský, italský šlechtic († srpen 1512)
- ? – Bernardino de Sahagún, španělský misionář († 23. října 1590)
- ? – Johannes à Lasco, polský protestantský reformátor († 8. ledna 1560)
- ? – Niccolò Fontana Tartaglia, renesanční matematik a konstruktér († 13. prosince 1557)
- ? – Petr z Alkantary, španělský světec († 18. října 1562)
- ? – Giulio Romano, italský malíř a architekt († 1. listopadu 1546)

## Úmrtí
- 9. ledna – Jan Cicero Braniborský, čtvrtý kurfiřt Braniborského markrabství z dynastie Hohenzollernů (* 2. srpna 1455)
- 1. října – Marsilio Ficino, italský filosof, lékař a humanista (* 1433)
- 28. listopadu – Eduard Plantagenet, 17. hrabě z Warwicku, anglický šlechtic a příbuzný vládnoucích králů (* 25. února 1475)
- 23. prosince – Štěpán Zápolský, uherský magnát a palatin (* ?)

## Hlavy států
- České království – Vladislav Jagellonský
- Svatá říše římská – Maxmilián I.
- Papež – Alexandr VI.
- Anglické království – Jindřich VII. Tudor
- Francouzské království – Ludvík XII.
- Polské království – Jan I. Olbracht
- Uherské království – Vladislav Jagellonský